# Grandes Rousses
Grandes Rousses je horský masiv ležící ve Francii v departementu Isére, horopisně se řadící se do pohoří Dauphineské Alpy. Stejně jako jeho nadřazený celek i Grandes Rousses jsou složeny z krystalických hornin. Štíty zde často přesahují 3000 metrů. Nejvyšší vrchol je Pic Bayle (3465 m). V masivu se nachází 6 hlavních ledovců a v oblasti střediska Alpe d'Huez lze lyžovat po ledovci dokonce celoročně.

## Poloha
Masiv Grandes Rousses je ze všech stran obklopen sousedními masivy, které patří do Dauphineských Alp. Na severu a severozápadě je to Vysoké Tatry připomínající celek Belledone (Grand Pic de Belledonne, 2977 m). Na západě a jihozápadě odděluje Grandes Rousses od sousedního celku Oisans (Taillefer, 2857 m) údolí řeky Romanche. Na jihu přechází v oblasti Mont-de-Lens, Les Deux Alpes do nejvyšší skupiny Ecrins (Barre des Ecrins, 4102 m). Východní hranici tvoří údolí řek Ferrand a Valette, které oddělují Grandes Rousses od divokého pohoří Arvan-Villards (Aiguilles d'Arves, 3514 m).

## Geografie
Vrcholy
- Pic Bayle (3465 m)
- Pic de l'Étendard (3464 m)
- Pic du Lac Blanc (3323 m)
- Cimes de la Cochette (3241 m)
- Cime de la Barbarate (3226 m)
- Cime du Grand Sauvage (3216 m)
- Dôme de la Cochette (3041 m)
- Pic de l'Herpie (3012 m)
- Roc de la Balme (2872 m)
- Cime de la Valette (2858 m)
- Dôme des Petites Rousses (2810 m)

Ledovce
- Glacier des Rousses
- Glacier de Sarenne
- Glacier des Quirlies
- Glacier de Saint-Sorlin
- Glacier de la Barbarate
- Glacier des Malatres

## Turistická střediska

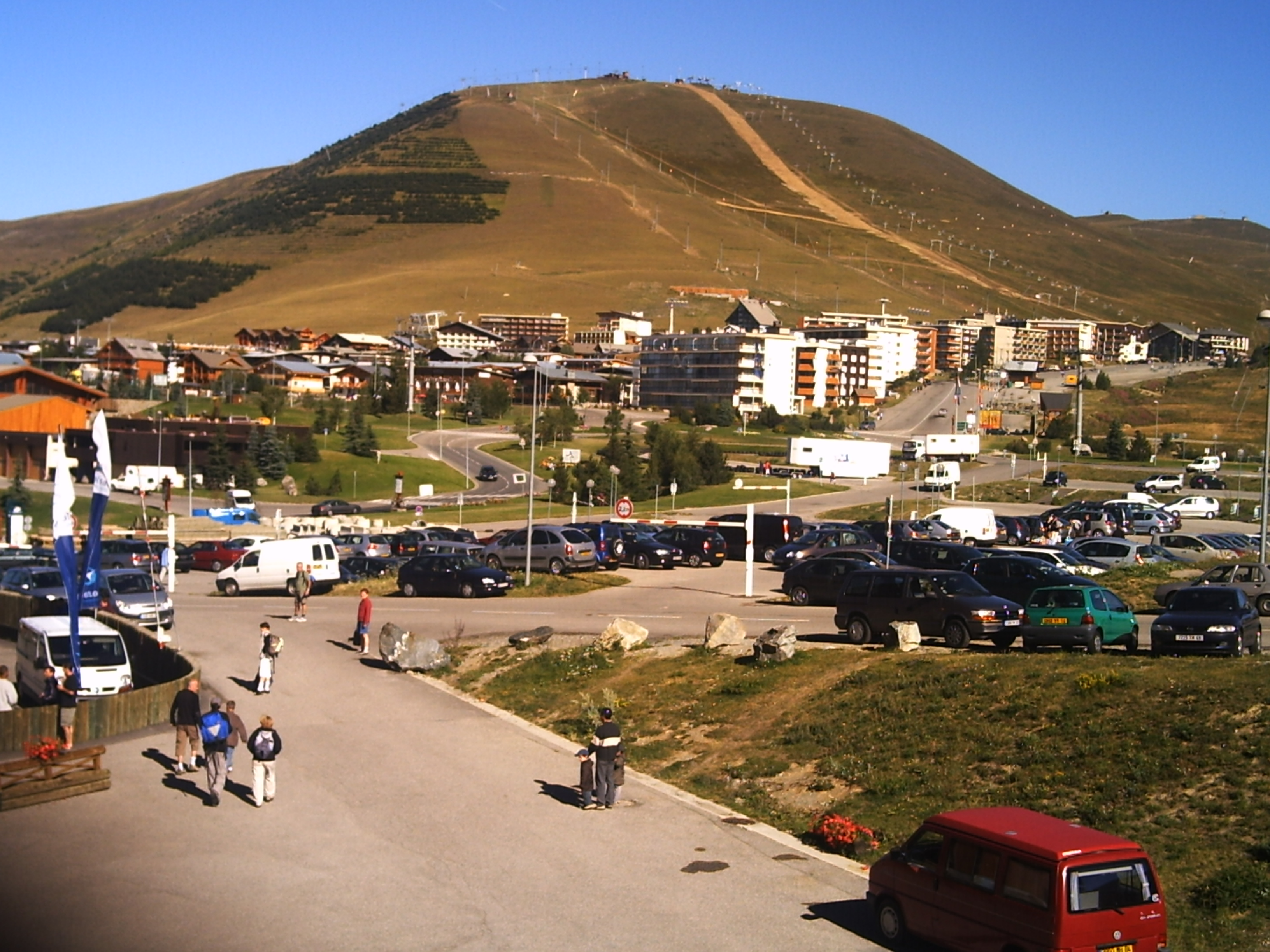
Středisko Alpe d'Huez (1465 m)

- Alpe d'Huez
- Auris-en-Oisans
- Oz
- Saint-Sorlin-d'Arves
- Vaujany
- Villard-Reculas